# Maniiturjuaq Island
Maniiturjuaq Island är en ö i Kanada.   Den ligger i territoriet Nunavut, i den nordöstra delen av landet, 2 700 km norr om huvudstaden Ottawa. Arean är 10,2 kvadratkilometer.
Terrängen på Maniiturjuaq Island är platt. Öns högsta punkt är 212 meter över havet. Den sträcker sig 4,1 kilometer i nord-sydlig riktning, och 3,9 kilometer i öst-västlig riktning.
Trakten runt Maniiturjuaq Island består i huvudsak av gräsmarker.